# Джон Бергер
Джон Бергер (англ. John Peter Berger; 5 листопада 1926 — 2 січня 2017) — англійський мистецтвознавець-марксист, письменник, поет, художник. Його роман «G.» здобув Букерівську премію (1972). Світове визнання отримала його робота в чотирисерійному серіалі  «Як ми бачимо» (англ. Ways of Seeing) знятого ВВС (1972 р.) і однойменна книга (1972 р.) про дослідження візуальної культури й історії мистецтва.

## Життєпис
Бергер народився 5 листопада 1926 року в Stok Newington, Лондон. Навчався в школі Святого Едуарда, Оксфорд (англ. St Edward's School, Oxford). 1944–1946 рр. проходив військову службу в армії Великої Британії. Отримав освіту в Школі мистецтв у Челсі (англ. Chelsea School of Art) і у Центральній школі мистецтв у Лондоні (англ. Central School of Art in London).
Кар'єру художника розпочав у кінці 1940-х років із виставок власних робіт у галереях Лондону  (англ. Wildenstein, Redfern i Leicester).
1948–1955 роках Бергер викладав малювання і паралельно працював арткритиком, публікував різні есе й рецензії у тижневику New Statesman.
1962 року емігрував до Франції, де прожив понад півстоліття.  
Джон Бергер був одружений тричі. 1949 року одружився з художницею та ілюстратором Петт Мерріотт, шлюб закінчився розлученням. Другий шлюб уклав з росіянкою  Анею Босток (уроджена Анна Сіссерман) у середині 1950-х років. У них народилось двоє дітей: Катя Бергер — письменник і кінокритик; Яків Бергер — режисер. У середині 1990-тих роках Бергер одружився втретє з Беверлі Бенкрофт, яка померла 2013 року. Від цього шлюбу в нього народився син Ів — художник.   
2 січня 2017 Джон Берджер помер у містечку Антоні, неподалік Парижа, у віці 90 років.

## Праці
- Як ми бачимо / Пер. Ярослави Стріхи. IST Publishing, 2020.